# Pirata piratellus
Pirata piratellus är en spindelart som först beskrevs av Embrik Strand 1907.  Pirata piratellus ingår i släktet Pirata och familjen vargspindlar. Inga underarter finns listade i Catalogue of Life.